# وادینگتون، لینکن‌شر
وادینگتون (به انگلیسی: Waddington) یک روستا و محله مدنی در بریتانیا است که در North Kesteven واقع شده‌است. وادینگتون ۶٬۱۲۲ نفر جمعیت دارد.